# Gilletianus takeshii
Gilletianus takeshii är en skalbaggsart som beskrevs av Ochi, Kon och Kawahara 2010. Gilletianus takeshii ingår i släktet Gilletianus och familjen Aphodiidae. Inga underarter finns listade i Catalogue of Life.